# Pichne
Pichne és un poble i municipi d'Eslovàquia. Es troba a la regió de Prešov, al nord del país, prop de les fronteres amb Polònia i Ucraïna. La primera referència escrita de la vila data del 1312.

## Demografia
| Godina             | 1994 | 2004   | 2014   | 2024   |
| ------------------ | ---- | ------ | ------ | ------ |
| Nombre de persones | 555  | 554    | 571    | 547    |
| Diferència         |      | −0,18% | +3,06% | −4,20% |

| Godina             | 2023 | 2024   |
| ------------------ | ---- | ------ |
| Nombre de persones | 550  | 547    |
| Diferència         |      | −0,54% |